# City A.M.
City A.M. és un diari dedicat als negocis britànic de distribució gratuïta de Londres, editat en anglès. El seu editor és David Hellier. La seva distribució certificada és de 132.076 exemplars diaris el maig de 2012 i 108.921 exemplars l'any 2014 segons les estadístiques compilades per l'Audit Bureau of Circulations.